# Cuzco (regio)
Cuzco (Aymara: Kusku; Quechua: Qusqu) is een regio van Peru. De regio heeft een oppervlakte van 71.987 km² en heeft 1.316.729 inwoners (2015). De hoofdstad is Cuzco, de voormalige hoofdstad van de Inca's.
De regio grenst aan Ucayali in het noorden, Madre de Dios en Puno in het oosten, Arequipa in het zuiden en de regio's Apurímac, Ayacucho en Junín in het westen.

## Bestuurlijke indeling
De regio is verdeeld in 13 provincies, die weer zijn onderverdeeld in 116 districten. Achter elke provincie wordt de hoofdplaats genoemd.
| Nr. | Provincie     | Inwoners | Oppervlakte | UBIGEO | Districten | Hoofdplaats | Inwoners |
| --- | ------------- | -------- | ----------- | ------ | ---------- | ----------- | -------- |
| 1   | Acomayo       | 22.940   | 948 km²     | 0802   | 7          | Acomayo     | 4.532    |
| 2   | Anta          | 56.206   | 1.876 km²   | 0803   | 9          | Anta        | 669      |
| 3   | Calca         | 63.155   | 4.414 km²   | 0804   | 8          | Calca       | 46.784   |
| 4   | Canas         | 32.484   | 2.104 km²   | 0805   | 8          | Yanaoca     | 1.500    |
| 5   | Canchis       | 95.774   | 3.999 km²   | 0806   | 8          | Sicuani     | 57.551   |
| 6   | Chumbivilcas  | 66.410   | 5.371 km²   | 0807   | 8          | Santo Tomás | 2.197    |
| 7   | Cuzco         | 447.588  | 617 km²     | 0801   | 8          | Cuzco       | 437.538  |
| 8   | Espinar       | 57.582   | 5.311 km²   | 0808   | 8          | Espinar     | 29.772   |
| 9   | La Convención | 147.148  | 30.162 km²  | 0809   | 18         | Quillabamba | 61.119   |
| 10  | Paruro        | 25.567   | 1.984 km²   | 0810   | 9          | Paruro      | 2.072    |
| 11  | Paucartambo   | 42.504   | 6.295 km²   | 0811   | 6          | Paucartambo | 4.309    |
| 12  | Quispicanchi  | 87.430   | 7.565 km²   | 0812   | 12         | Urcos       | 10.614   |
| 13  | Urubamba      | 60.739   | 1.439 km²   | 0813   | 7          | Urubamba    | 13.942   |

| Detailkaart |
| ----------- |
|             |
| Provincies  |

Amazonas · Áncash · Apurímac · Arequipa · Ayacucho · Cajamarca · Callao · Cuzco · Huancavelica · Huánuco · Ica · Junín · La Libertad · Lambayeque · Lima · Loreto · Madre de Dios · Moquegua · Pasco · Piura · Puno · San Martín · Tacna · Tumbes · Ucayali

Zelfstandige provincie: Lima